# Идентификатор
Идентифика́тор, ID (англ. data name, identifier — опознаватель) — уникальный признак объекта, позволяющий отличать его от других объектов, то есть идентифицировать.
Примеры:
- лексический токен, который определяет сущность. Это аналогично концепции «имя». Идентификаторы активно используются практически во всех информационных системах. Именование сущностей делает возможным ссылки на них, которые могут использоваться позже.
- уникальный признак субъекта или объекта доступа[1].
- уникальное название электрического сигнала в пределах устройства (в функциональной схеме устройства).